# Ginevra, or, The Old Oak Chest, a Christmas Story
Ginevra, or, The Old Oak Chest, a Christmas Story – opowieść amerykańskiej poetki i prozaiczki Susan Wallace, opublikowana w Nowym Jorku przez H.W. Hagemann Publishing Company. Ilustracje sporządził mąż autorki, generał Lewis Wallace, szerzej znany jako pisarz, autor powieści Ben Hur. Opowieść nawiązuje do poematu Samuela Rogersa o dziewczynie, która w dniu własnego ślubu zatrzasnęła się w skrzyni. Balladę na ten sam temat napisał Thomas Haynes Bayly (1797–1839).